# Glioma pontino intrinseco diffuso

Risonanza magnetica di uno glioma pontino intrinseco diffuso.

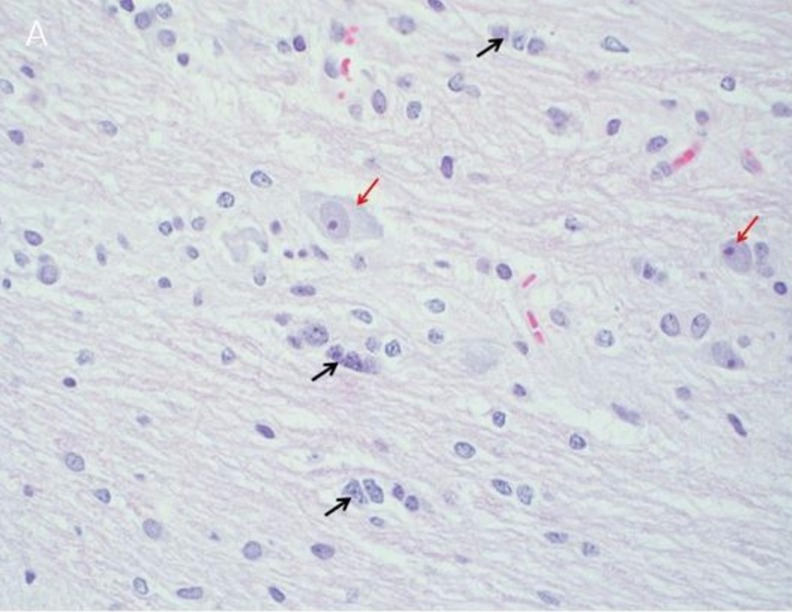
Campione di una biopsia di uno glioma pontino intrinseco diffuso.

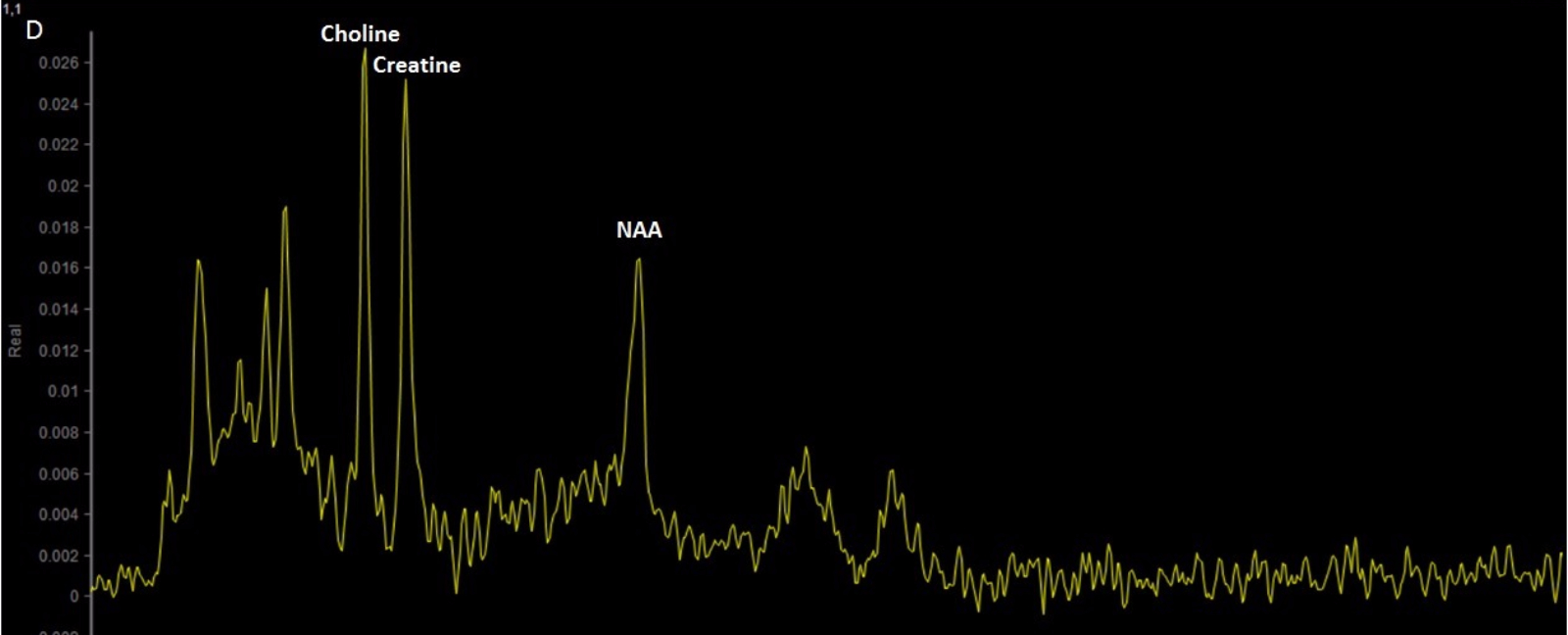
Spettroscopia di risonanza magnetica di uno glioma pontino intrinseco diffuso che mostra elevati picchi di colina e di creatina con un picco discendente di N-acetil aspartato.

Con il termine glioma pontino intrinseco diffuso (o DIPG dall'inglese diffuse intrinsic pontine glioma) si definisce un tumore situato nel ponte di Varolio del tronco encefalico, la porzione inferiore del cervello che lo collega con il midollo spinale. Glioma è un nome generico per qualsiasi tumore che derivi dal tessuto di supporto chiamato glia, che aiuta a mantenere i neuroni in posizione permettendone il corretto funzionamento. La maggior parte dei tumori del tronco encefalico si situano nel ponte di Varolio e si infiltrano diffusamente nelle cellule nervose, e quindi non possono essere rimossi chirurgicamente. Nel tronco encefalico vi sono i nervi che si convogliano all'interno del midollo spinale, così come importanti strutture sensoriali e coinvolte nel controllo dei movimenti muscolari oculari, del viso, della gola. Il tumore viene diagnosticato quasi esclusivamente in età pediatrica, con una mortalità del 90% entro due anni dalla diagnosi.

## Classificazione
I DIPG sono classificati come gliomi pediatrici diffusi di alto grado (pHGG, pediatric High Grade Gliomas), sottotipo gliomi diffusi della linea mediana con alterazione H3K27 (DMG, Diffuse Midline Gliomas H3K27-altered) in cui nella maggioranza dei casi sono portatrici della mutazione H3-K27M (sostituzione di una lisina con una metionina in posizione 27 dell'istone H3) con due varianti specifiche per DIPG a seconda dell'istone interessato (H3.1 o H3.3). La variante H3.1 è risultata leggermente meno aggressiva.

## Segni e sintomi
I sintomi traducono innanzitutto una disfunzione del ponte, la struttura cerebrale danneggiata dallo glioma e consistono in una triade corrispondente alle strutture raggiunte dal processo patologico (cervelletto, sistema piramidale, nervi cranici).

### Coinvolgimento cerebellare
- Disfunzioni nell'equilibrio e coordinazione (atassia, dismetria)
- disturbi dell'articolazione[10] (disartria).

### Coinvolgimento del sistema piramidale
- Ipertonia spastica, iperreflessia
- deficit motorio
- segno di Babinski

### Coinvolgimento dei nervi cranici
Coinvolgimento singolo o multiplo, unilaterale o bilaterale, il più delle volte coinvolge il nervo abducente (VI), o ex nervo motorio oculare esterno, e il nervo facciale (VII), che derivano dal tronco cerebrale al ponte e causano:
- Disturbo dell'allineamento degli occhi e/o diplopia (visione doppia)
- Asimmetria delle caratteristiche facciali dovuta alla debolezza di alcuni muscoli facciali.

## Diagnosi
Come per la maggior parte dei tumori del tronco encefalico, la diagnosi viene effettuata solitamente tramite la diagnostica per immagini cerebrale non invasiva come la risonanza magnetica. Le biopsie e le altre procedure sono meno frequenti.

## Trattamento
Il trattamento standard per lo DIPG consiste in sei settimane di radioterapia, che spesso migliora notevolmente il quadro clinico. Tuttavia, i sintomi si ripresentano di solito dopo 6-9 mesi e progrediscono rapidamente.

### Neurochirurgia
La chirurgia per tentare la rimozione del tumore di solito non è possibile o consigliabile. Per loro natura, questi tumori invadono diffusamente tutto il tronco cerebrale, sviluppandosi tra le cellule nervose normali. La chirurgia aggressiva causerebbe gravi danni alle strutture neurali vitali deputate al movimento delle braccia e delle gambe, degli occhi, della deglutizione, della respirazione e persino della coscienza.
La biopsia del tessuto cerebrale eseguita neurochirurgicamente per immunotipizzazione ha avuto un piccolo ruolo in alcuni studi clinici sperimentali e terapeutici, ma non è possibile adottarla quale standard di cura in quanto presenta un rischio considerevole data la sede della biopsia, e quindi viene eseguita solo in un opportuno contesto sperimentale per nuovi trattamenti clinici.
La biopsia pontina non è in alcun modo un intervento chirurgico terapeutico o curativo e i rischi (potenzialmente catastrofici e fatali) sono accettabili solo quando la diagnosi è incerta (estremamente raro) oppure il paziente è stato arruolato in uno studio clinico autorizzato.

### Radioterapia

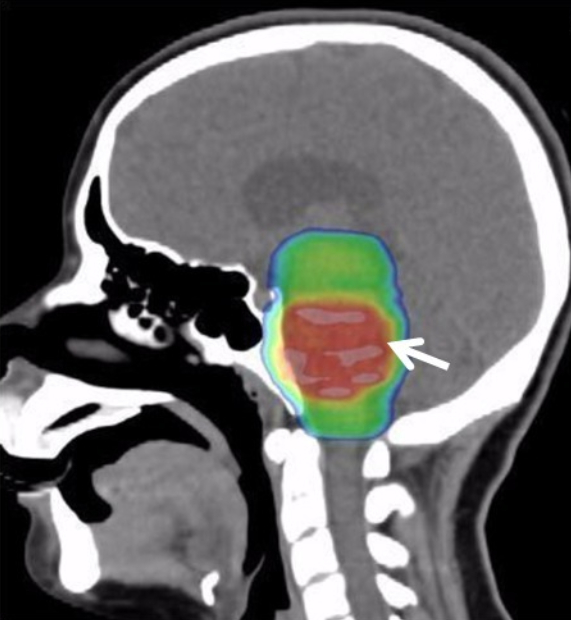
Radioterapia per un giovane paziente adulto con glioma pontino intrinseco diffuso. Il colore indica la dose di radiazioni

La radioterapia convenzionale, limitata all'area interessata dal tumore, è il cardine del trattamento per lo DIPG. Una dose totale di radiazioni compresa tra 5400 - e 6000 cGy, somministrata in frazioni giornaliere da 150 a 200 cGy per 6 settimane, rappresenta lo standard. La radioterapia iperfrazionata (due volte al giorno) è stata utilizzata in precedenza per erogare dosi di radiazioni più elevate, ma non ha portato a una migliore sopravvivenza. La radiochirurgia (ad esempio Gamma Knife o cyberknife) ha un ruolo importante nel trattamento dello DIPG e può essere presa in considerazione in casi selezionati.

### Chemioterapia e altre terapie basate su farmaci
Il ruolo della chemioterapia nello DIPG rimane poco chiaro. Gli studi hanno mostrato pochi miglioramenti nella sopravvivenza, anche se il Children's Oncology Group (COG), il Pediatric Brain Tumor Consortium (PBTC) e altri, sono costantemente alla ricerca di nuovi farmaci per potenziare l'efficacia della chemioterapia. I farmaci che aumentano l'effetto della radioterapia (radiosensibilizzanti) non hanno dimostrato alcun beneficio aggiuntivo, ma si stanno esaminando nuovi principi attivi promettenti. Anche l'immunoterapia con interferone beta e altri farmaci secondo gli studi hanno avuto scarso effetto. La chemioterapia intensiva o ad alte dosi con trapianto di midollo osseo autologo o reimmissione di cellule staminali del sangue periferico non ha dimostrato alcuna efficacia negli gliomi del tronco cerebrale. Le future sperimentazioni cliniche possono coinvolgere farmaci progettati per interferire con lo sviluppo cellulare (inibitori del trasferimento del segnale) o altri approcci che alterano il tumore o il suo ambiente.

## Prognosi

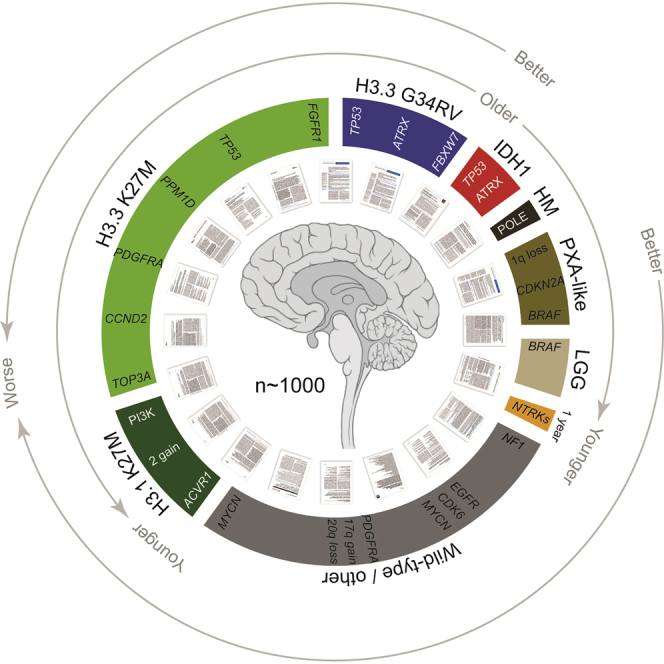
Riepilogo di una meta analisi di oltre casi di DIPG e gliomi pediatrici di alto grado, che evidenzia le mutazioni coinvolte e altre informazioni generiche.

Lo DIPG ha un tasso di sopravvivenza a 5 anni <1%. La sopravvivenza globale mediana dei bambini diagnosticati con DIPG è di circa 9 mesi. Le percentuali di sopravvivenza a 1 e 2 anni sono rispettivamente di circa il 30% e meno del 10%. Queste statistiche rendono DIPG uno dei tumori pediatrici più infausti. Sebbene il 75-85% dei pazienti mostri qualche miglioramento dei sintomi dopo la radioterapia, gli DIPG quasi sempre riprendono a svilupparsi (la cosiddetta recidiva, ricaduta o progressione). Gli studi clinici hanno riportato che il tempo mediano tra la radioterapia e la ricaduta è di 5-8,8 mesi. I pazienti colpiti da una ricaduta possono essere sottoposti a trattamenti clinici sperimentali per cercare di rallentare o arrestare la crescita del tumore. Tuttavia, gli studi clinici non hanno mostrato alcun beneficio significativo dalle terapie sperimentali finora impiegate.
Gli DIPG che si ripresentano di solito crescono rapidamente e interessano parti importanti del cervello. Il tempo mediano dalla ricaduta del tumore alla morte è solitamente molto breve, tra 1 e 4,5 mesi. Durante questo periodo, i medici si concentrano sulle cure palliative: controllare i sintomi e rendere la vita residua del paziente il più confortevole possibile.

## Ricerche

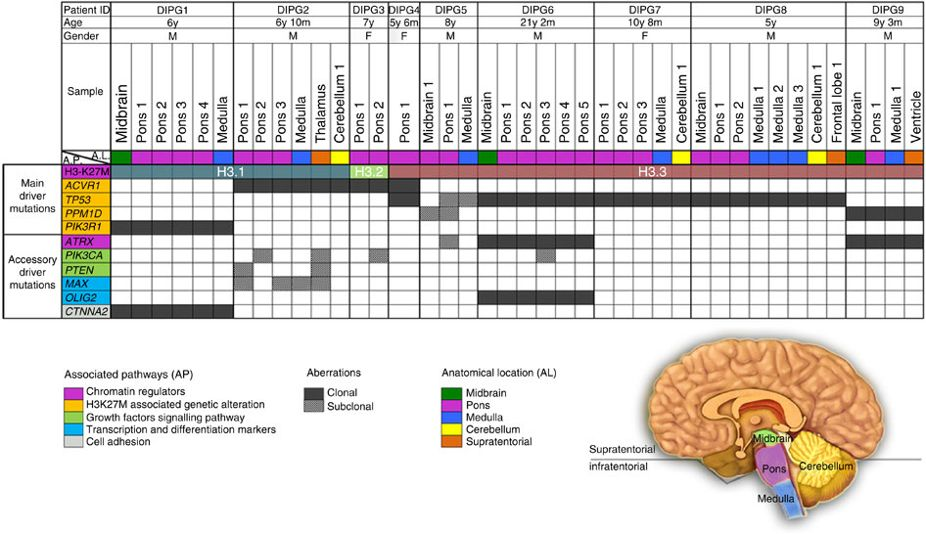
Mutazioni in campioni di glioma pontino intrinseco diffuso provenienti da diverse sedi anatomiche.

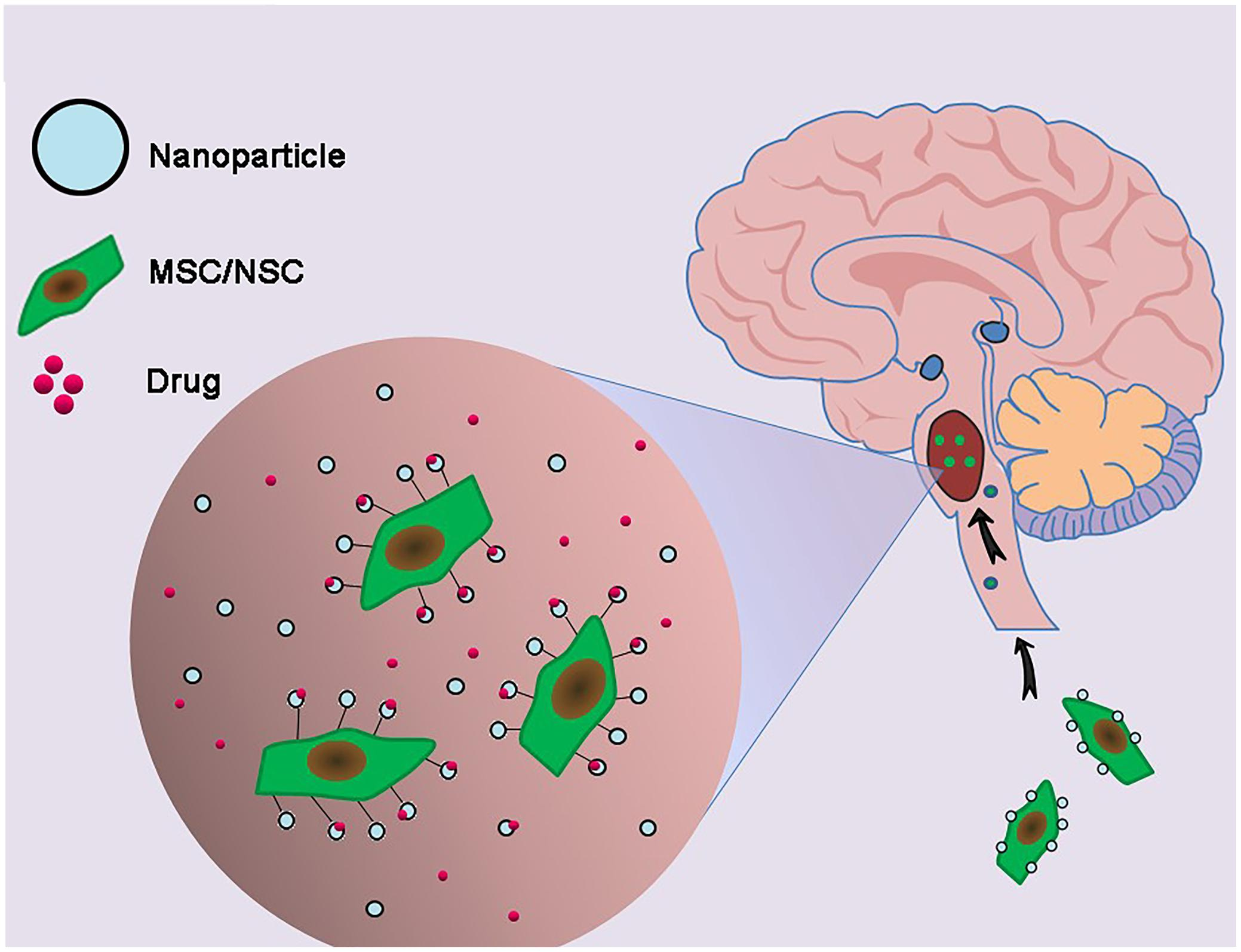
Schema di un approccio attualmente sperimentale alla somministrazione di farmaci anti DIPG che coinvolge nanoparticelle e cellule staminali.

Come nel caso della maggior parte dei tumori cerebrali, una delle maggiori difficoltà nel trattamento dello DIPG è il superamento della barriera emato-encefalica
Nel cervello - a differenza di altre aree del corpo, dove le sostanze possono passare liberamente dal sangue al tessuto - c'è pochissimo spazio tra le cellule che rivestono i vasi sanguigni. Pertanto, il movimento delle sostanze nel cervello è significativamente limitato. Questa barriera è formata dalle cellule di rivestimento dei vasi e dalle proiezioni degli astrociti vicini. Questi due tipi di cellule sono uniti da proteine per formare quelle che vengono chiamate "giunzioni strette". L'intera struttura è chiamata barriera emato-encefalica (BBB). Impedisce alle sostanze chimiche, alle tossine, ai batteri e ad altre sostanze di entrare nel cervello, e quindi costituisce una funzione protettiva continua. Tuttavia, con malattie come i tumori cerebrali, la BBB può anche impedire agli agenti diagnostici e terapeutici di raggiungere il loro obiettivo.
Ricercatori e clinici hanno provato diversi metodi per superare la barriera emato-encefalica:
- Somministrazione intratecale/intraventricolare: la chemioterapia viene iniettata direttamente nel liquido cerebrospinale, attraverso una puntura lombare o un catetere impiantato chirurgicamente.
- Protesi intracerebrali: un neurochirurgo crea una cavità all'interno di un tumore per consentire il posizionamento di wafer di chemioterapia di opportune dimensioni. Molti di questi wafer possono essere collocati al momento dell'intervento e rilasceranno un agente chemioterapico (carmustina) lentamente nel tempo. Ciò fornisce una concentrazione molto più elevata di chemioterapia nel cervello rispetto a quella che può essere ottenuta con la somministrazione endovenosa e provoca meno effetti collaterali sistemici. Tuttavia, è un'opzione solo per i pazienti con tumori chirurgicamente resecabili, quindi non può essere utilizzata per trattare gli DIPG.[19]
- Distruzione osmotica della barriera emato-encefalica (BBBD): le cellule della barriera emato-encefalica vengono ristrette da una soluzione zuccherina concentrata (mannitolo). Questo apre la barriera e consente ad una sostanza chemioterapica di penetrare nel cervello in quantità da 10 a 100 volte superiore. Un catetere viene inserito in una grande arteria (di solito quella nell'inguine chiamata arteria femorale) e infilato nell'arteria carotidea o vertebrale. Viene iniettato il mannitolo ipertonico, seguito da un agente chemioterapico. I pazienti trascorrono alcuni giorni in ospedale per ogni somministrazione. Questa procedura è stato testata con i tumori DIPG.[20]
- Consegna convenzionale potenziata: la chemioterapia viene erogata al tumore da un catetere impiantato chirurgicamente sotto un gradiente di pressione per ottenere una distribuzione maggiore rispetto alla sola diffusione. Sono stati condotti esperimenti limitati con tumori cerebrali, incluso uno con DIPG.[21]
- Trasportatori di farmaci: vettori usati come cavalli di Troia, liposomi e nanoparticelle potrebbero teoricamente consentire a un farmaco terapeutico di entrare nel cervello. Tali tattiche sono per lo più nelle fasi investigative e non sono ancora clinicamente rilevanti per il trattamento del tumore cerebrale.[18]